# Mike Rosati
Michael Anthony Rosati (Toronto, 7 gennaio 1968) è un allenatore di hockey su ghiaccio ed ex hockeista su ghiaccio canadese naturalizzato italiano, di ruolo di portiere.
Viene considerato il più forte italiano nel suo ruolo, tanto da essere in assoluto il primo giocatore azzurro a giocare in National Hockey League.

## Carriera

### Giocatore
Dopo aver iniziato nelle leghe minori canadesi, venne scelto al settimo giro (131º assoluto) nel draft del 1988 della NHL dai New York Rangers. Fu girato ad alcune squadre satellite, finché, nel 1990, non approdò in Italia, all'Hockey Club Bolzano. In sei stagioni contribuisce alla conquista di due scudetti e conquistò la nazionale, il "Blue Team", che guidò ai mondiali dal '94 al 2003 ed ai Giochi olimpici invernali di Lillehammer 1994 e Nagano 1998.
Quando il movimento hockeistico italiano entrò in crisi, nella seconda metà degli anni '90, Rosati si trasferì in Germania, a Mannheim. Dopo due stagioni, nel 1998 venne notato e acquistato dai Washington Capitals come terzo portiere. Girato al farm team dei Portland Pirates, sembrava destinato a guardare da lontano il mondo dell'NHL. Invece l'infortunio del secondo portiere dei Capitals lo portò in panchina, e il successivo infortunio durante una partita del titolare, Olaf Kölzig, lo portò all'esordio contro gli Ottawa Senators, incontro vinto da Washington per 8 a 5. Era il 7 novembre 1998: per la prima volta un giocatore italiano calcava il ghiaccio del professionismo nordamericano. E Rosati si distinse: nei 28 minuti giocati non subì alcun gol.
Fu però un episodio isolato: terminò la stagione in un altro farm team. L'anno successivo fece ritorno in Germania, sempre a Mannheim, per altre quattro stagioni. Concluse la sua carriera di giocatore nel 2004 in una squadra di seconda divisione tedesca.
Non senza sorpresa, nel novembre 2005 il c.t. della Nazionale italiana Michel Goulet ha inserito Rosati tra i pre-convocati in vista dei XX Giochi olimpici invernali di Torino. Tuttavia alla fine non se n'è fatto più nulla e Rosati non compare neppure nell'elenco delle 10 riserve a casa.
Nell'aprile 2020 è stato selezionato dalla federazione internazionale nella ideale miglior nazionale italiana di tutti i tempi assieme a Robert Oberrauch, Armin Helfer, Lucio Topatigh, Roland Ramoser e Mario Chitarroni.

### Allenatore
Nella stagione 2004/05 è tornato a Mannheim, dove ha intrapreso la carriera di allenatore, come assistente di Stéphane Richer (che a sua volta era subentrato a stagione iniziata ad un altro ex portiere degli Adlers, Helmut de Raaf, per alcune stagioni compagno di squadra di Rosati).
Nel 2011 è divenuto allenatore dei portieri dei Barrie Colts, nella Ontario Hockey League, e dal 2013 è anche assistant coach della squadra. Ha una scuola di hockey a Barrie, specializzata nell'allenamento dei portieri, aperta con Ray Dyke.
Dal 2018 è entrato nel team di allenatori della franchigia NHL dei Vegas Golden Knights.

## Palmarès

### Club
- Campionato italiano: 2

Bolzano: 1994-1995, 1995-1996
- Campionato tedesco: 2

Adler Mannheim: 1996-1997, 2000-2001